# 廣津岱雲
廣津 岱雲（ひろつ たいうん、1943年4月3日 - 2011年6月18日）は、明朝清朝の連綿体を関西に流行させた廣津雲仙を父にもち、その後継者として活躍した、日本を代表する書家の一人。兵庫県神戸市出身で、本名は廣津 宏祥（ひろつ ひろよし）。甲南大学卒業。

## 略歴
- 1943年 - 兵庫県神戸市に生まれる。
- 1966年 - 甲南大学法学部卒業
- 1977年 - 毎日書道展秀作賞
- 1978年 - 日本書芸院四月展特選、毎日書道展毎日賞
- 1979年 - 日展入選
- 1980年 - 日本書芸院二月展特別賞、日展入選
- 1981年 - 日本書芸院二月展特別賞、日展入選
- 1982年 - 日展特選
- 1983年 - 毎日日本書展毎日日本書展賞、日展無鑑査
- 1984年 - 日展特選、日本書芸院展書芸院大賞
- 1985年 - 読売書法展審査員
- 1986年 - 墨滴会全国書展文部大臣賞、日展委嘱
- 1987年 - 日本書芸院理事
- 1989年 - 墨滴会会長
- 1990年 - 廣津雲仙大回顧展開催、関西の書家「花」200選展 作品出品
- 1992年 - 日展審査員、日中国交正常化20周年記念「道」書展 作品出品
- 1993年 - 日展会員、日本書芸院常務理事
- 1994年 - 墨滴会上海書道展覧会開催、JCI（国際青年会議所）世界会議神戸大会記念「日本伝統文化展」作品出品、関西国際空港開港記念「飛・雲・翼・翔」書展　作品出品
- 2001年 - 読売書法会常任理事
- 2003年 - 墨滴会相談役
- 2007年 - 墨滴会顧問
- 2009年 - 日本書芸院董事
- 2011年 - 急性腎盂炎のため死去[1]。

## 主な門弟
- 廣津茂奈美